# Buikrock
Buikrock is een jaarlijks terugkerend festival in het Belgische Deerlijk.
De eerste editie vond plaats in 2019 en trok 5000 toeschouwers. Onder andere Niels Destadsbader, Gers Pardoel en Stan Van Samang traden toen op.
Door de corona-pandemie vond de tweede editie pas plaats in 2021.
In april 2024 kwam de organisatie met het nieuws naar buiten dat de editie van 2023 voorlopig de laatste editie zou zijn. Dit mede door een overaanbod aan festivals. 